# مكتبة جامعة هايدلبرغ
مكتبة جامعة هايدلبرغ (بالألمانية: Universitätsbibliothek Heidelberg) .
هي المكتبة المركزية في جامعة هايدلبرغ.

## مقتنيات المكتبة
تحوي مكتبة هايدلبرغ على مجموعات متنوعة عن التالي :
1. الاتينات .
2. دولة بادن.
3. علم المصريات ولآثار.
4. ريخ الفن.
5. تاريخ آسيا.

## مجموع الكتب والدوريات و وسائط الحفظ
و بها حوالي 3.2 مليون كتاب وما يقارب من 10,732 من الدوريات العلمية وحوالي نصف مليون من وسائط الحفظ الأخرى مثل الميكروفيلم وأشرطة الفيديو. وبها أيضًا حوالي 6,600 مخطوط و مجموعة من الخرائط القديمة واللوحات والصور الفوتوغرافية.

## عدد المستخدمين النشطين
في عام 2005 ، بلغ عدد المستخدمين النشطين حوالي 34,500 .

## معرض

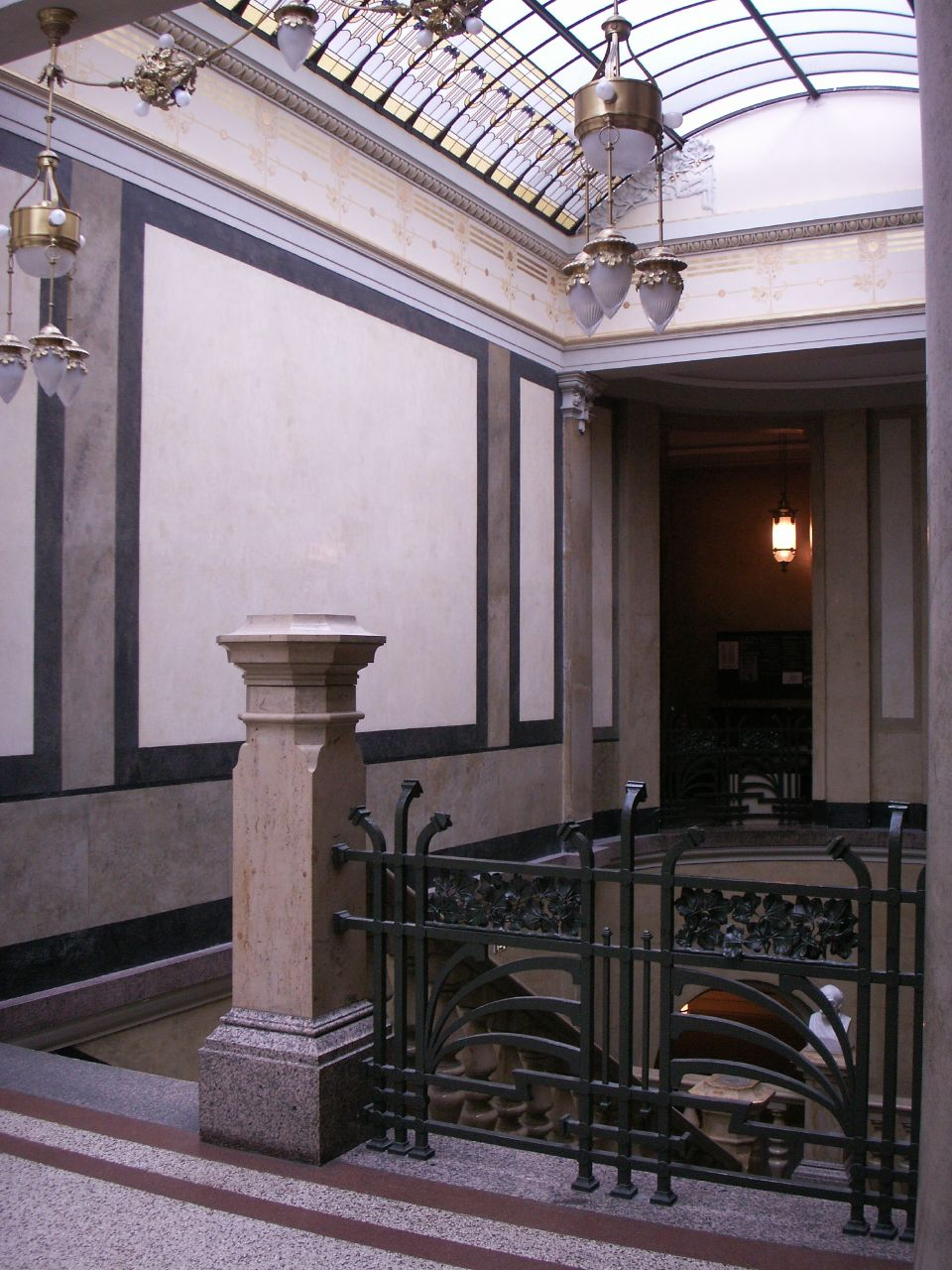
درج المبنى الرئيسي
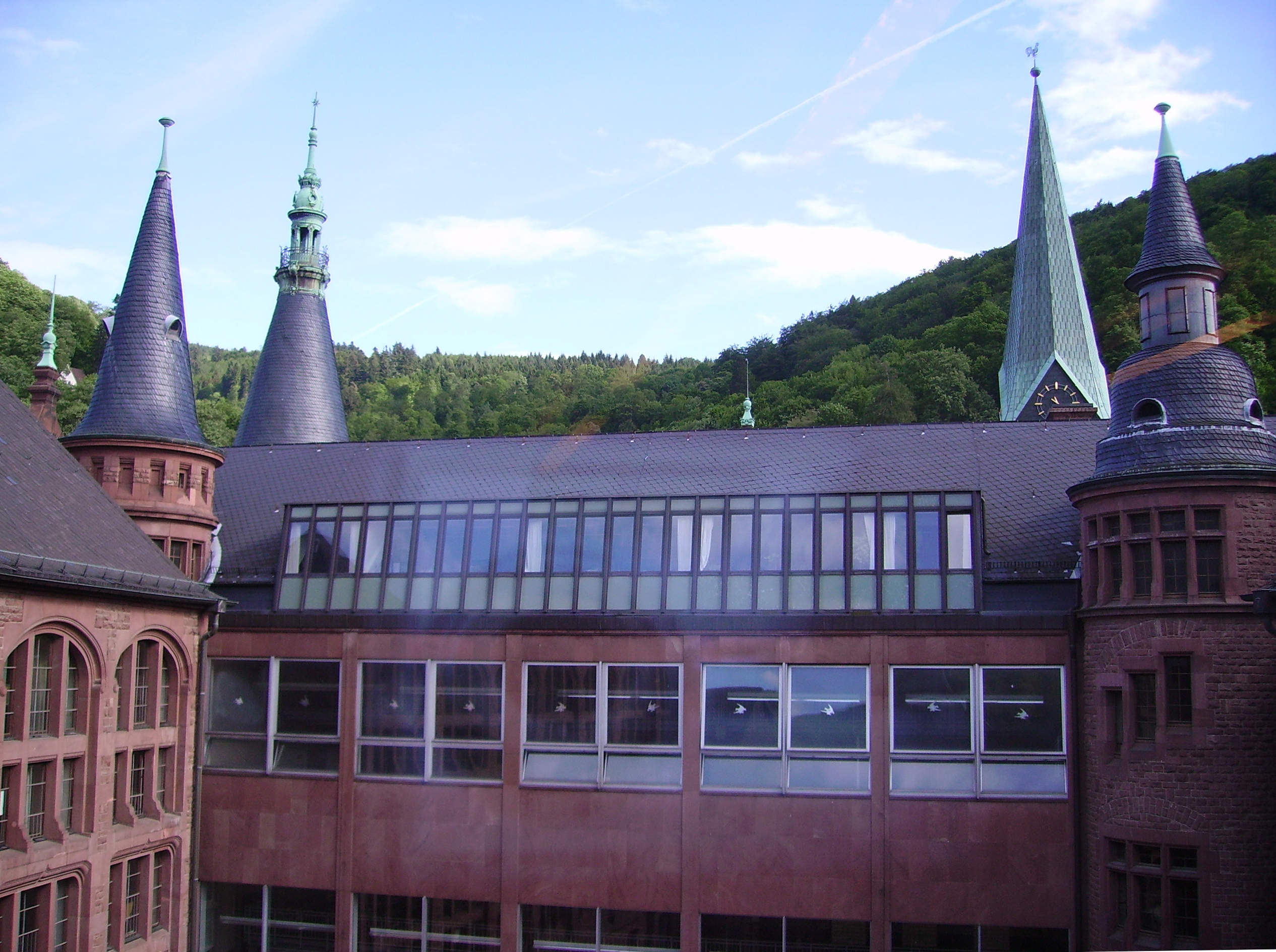
سقف المبنى الرئيسي
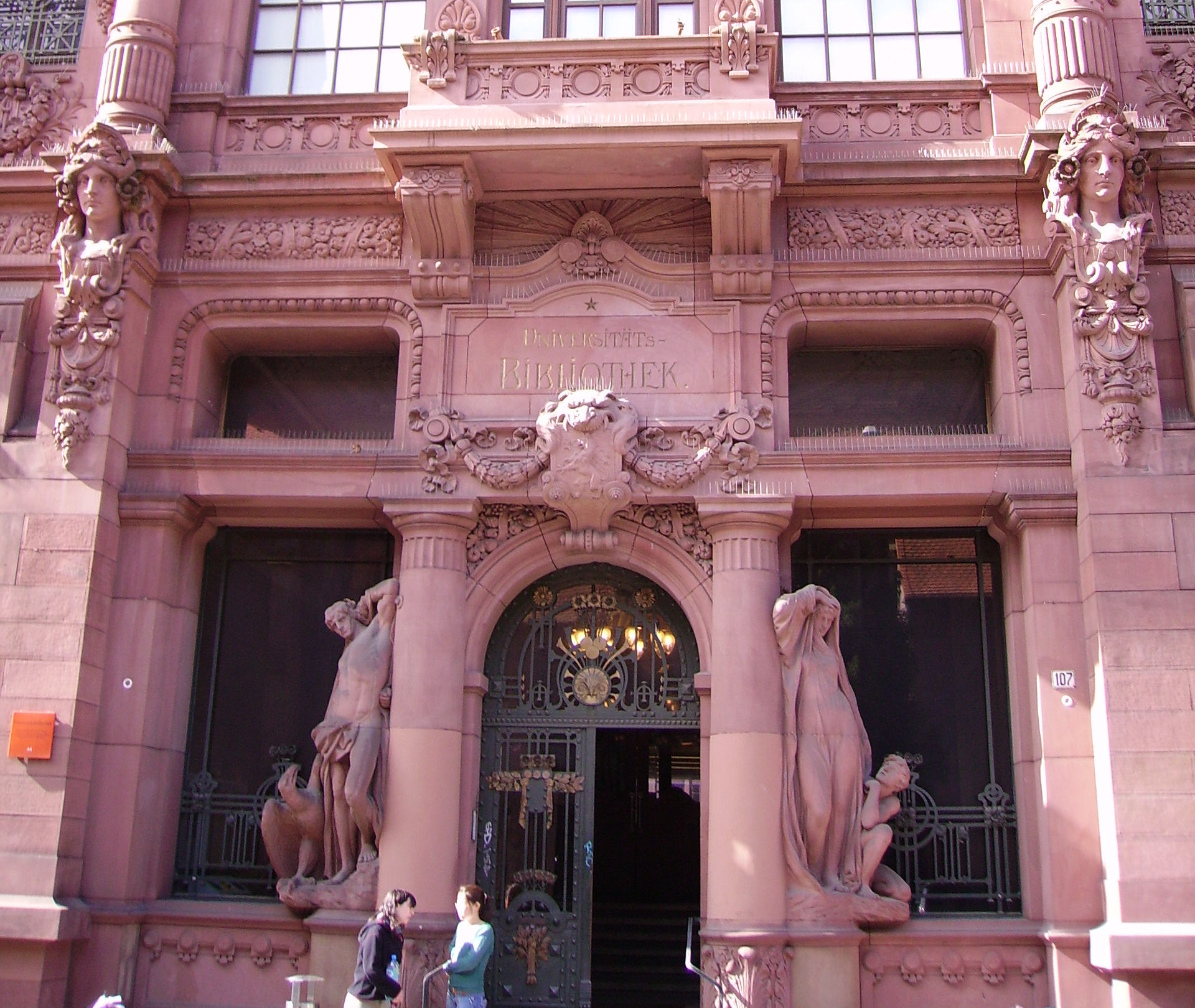
مدخل المبنى الرئيسي
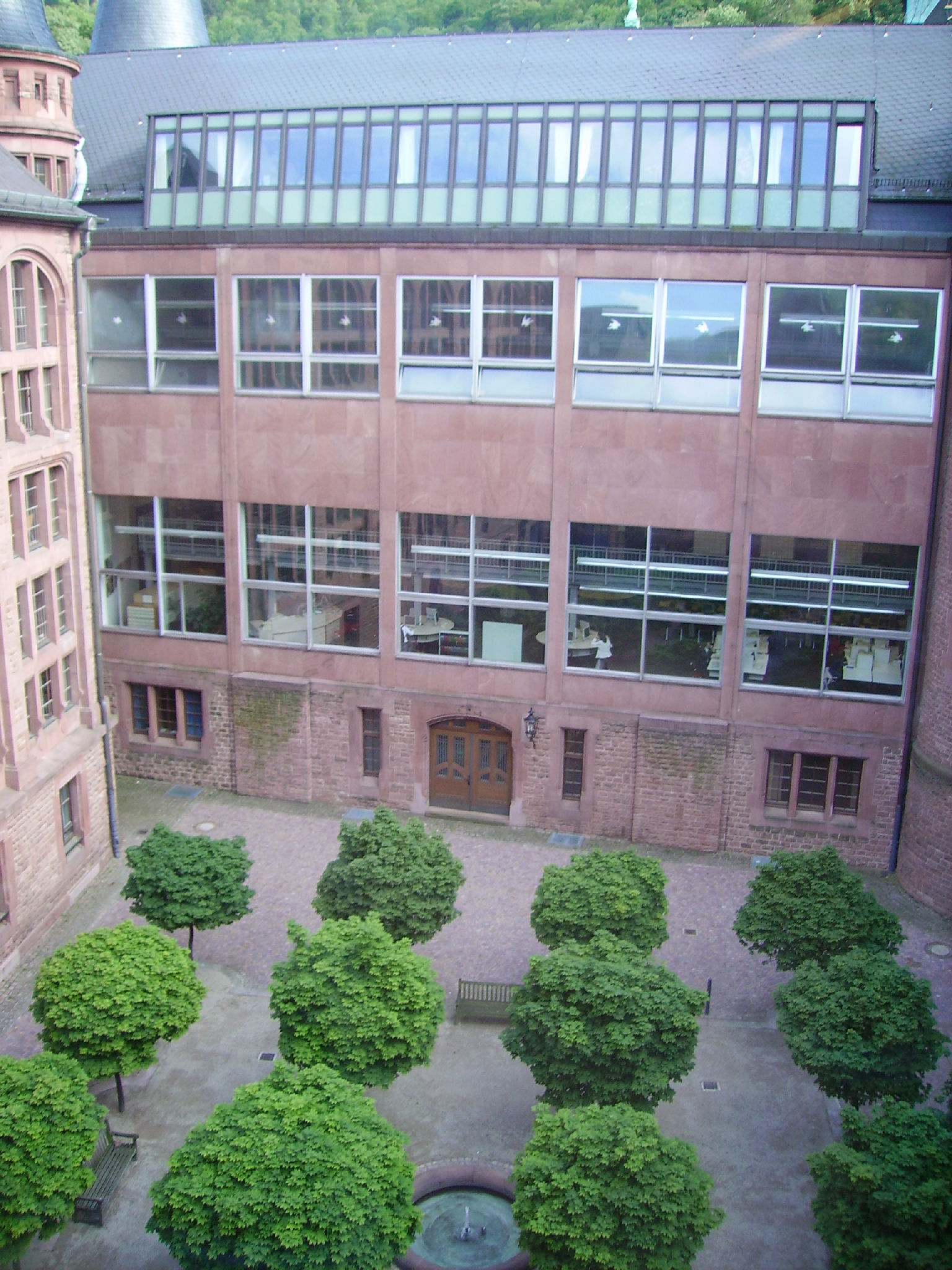
فناء المبنى الرئيسي